# Призма Аббе-Порро

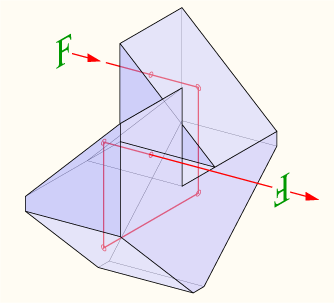
призма Аббе-Порро

Призма Аббе-Порро або Порро другого роду є повертаючою призмою.
Зображення повертається на 180°, завдяки чому її використовують як систему корекції зображення в деяких біноклях і відеотехніці, де необхідно отримати перевернуте зображення. Призма не є дисперсійною.
При виготовлені призми, як правило склеюють три трикутні призми: дві АР-90° і одну БР-180°.